# Solar do Pombal
O Solar do Pombal é um casarão histórico localizado na cidade do Recife, capital do estado brasileiro de Pernambuco. Pertenceu ao Visconde de Suassuna, e funciona atualmente como escritório da Usina Serra Grande.

## História
O Solar do Pombal, localizado no bairro da Boa Vista, foi a residência de Francisco de Paula Cavalcanti de Albuquerque, o Visconde de Suassuna. É mencionado no livro Assombrações do Recife Velho, de Gilberto Freyre.